# Actinote subdemonica
Actinote subdemonica is een vlinder uit de familie van de Nymphalidae. De wetenschappelijke naam van de soort is voor het eerst geldig gepubliceerd in 1916 door Embrik Strand.